# Шенкурский уезд
Ше́нкурский уе́зд — административная единица в составе Вологодского наместничества, Архангельского наместничества и Архангельской губернии, существовавшая до 1929 года. Центр — город Шенкурск.

## География
Шенкурский уезд находился в южной части Архангельской губернии; граничил на западе с Каргопольским уездом Олонецкой губернии, на юго-западе — с Вельским уездом, на юго-востоке и востоке — с Сольвычегодским уездом Вологодской губернии, на севере — с Холмогорским (с 1922 года с Емецким, а с 1925 года с Архангельским) уездом, на северо-западе — с Онежским уездом, на северо-востоке — с Пинежским уездом. Почвы были преимущественно песчаные или болотистые, хотя встречались и полосы чернозёма («северного»). Из ископаемых встречался торф, известковый камень и железная болотистая руда . Главные реки: Северная Двина и её приток Вага. Озёр в уезде было 152; общая площадь их равнялась 135 км² (крупнейшее озеро — Лум). Болот и болотистых низин и лугов было много, в особенности среди обширных лесов края. В конце XIX века в уезде числилось около 20 тыс. км² лесов, в том числе около 900 км² корабельных . Площадь уезда была равна 24,8 тыс. км² в 1897 году и 22,5 тыс. км² в 1926 году.

## История
Шенкурский уезд был образован из Шенкурской половины Важского уезда (с 1715 по 1719 год — Важская доля, до 1727 года — дистрикт), во время административной реформы Екатерины II в 1780 году, когда он был включён в состав Архангельской области Вологодского наместничества. Во главе уезда стоял капитан-исправник. В 1784 году Архангельская область была преобразована в самостоятельное Архангельское наместничество. 

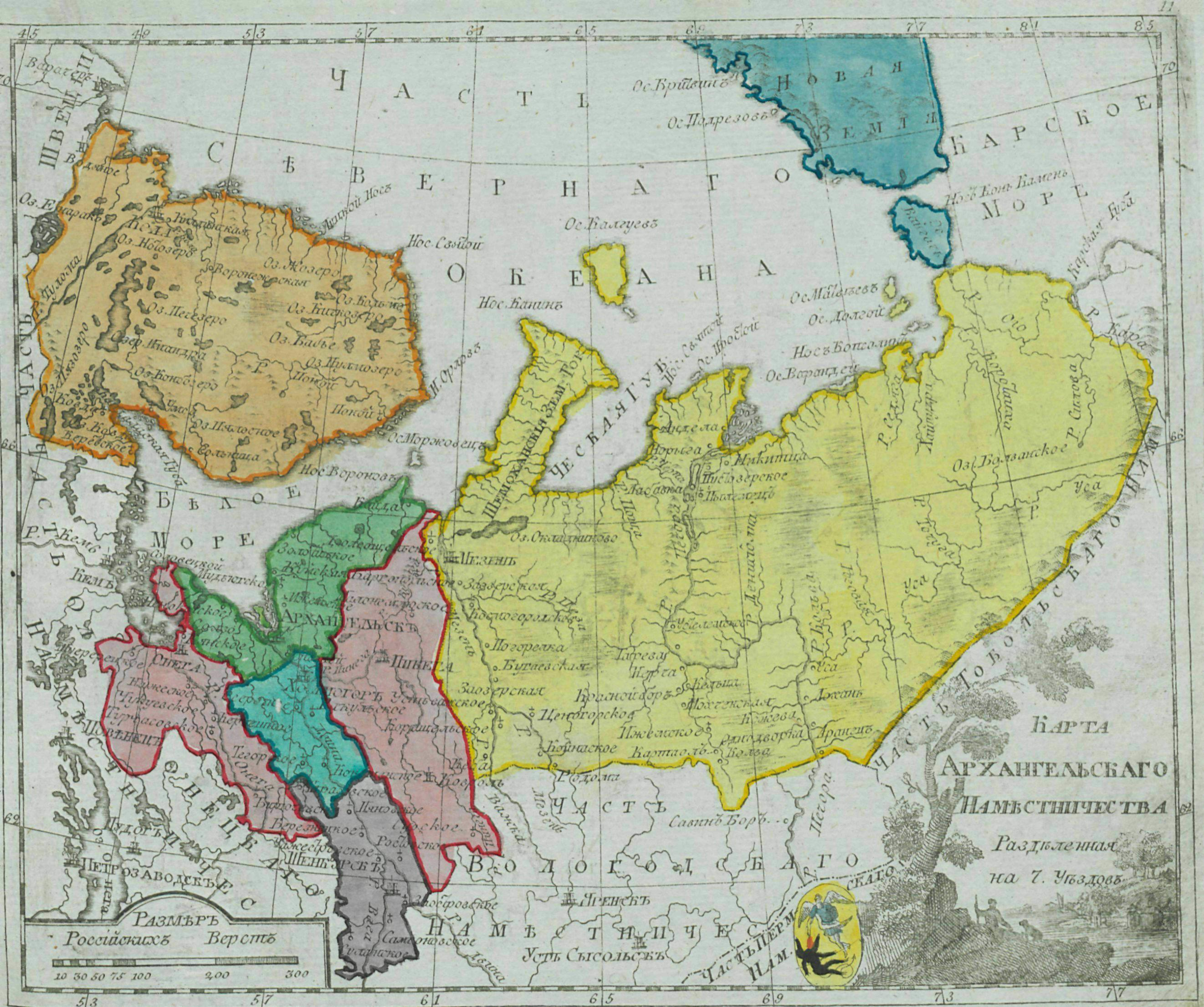
Шенкурский уезд, 1792 год

В 1796 году Архангельское наместничество стало именоваться Архангельской губернией. После издания 3 июня 1837 года Положения о земской полиции, Шенкурский уезд был разделён на 2 стана (полицейско-административных округа), в обоих станах был становой пристав, который не выбирался, а назначался губернатором из кандидатов, представленных местным дворянством. В 1869 году Петровская волость была передана в состав Холмогорского уезда. В 1903 году уезд был разделён на 3 полицейских стана. Становой пристав 1-го стана находился в деревне Паденьга, 2-го стана — в городе Шенкурск, 3-го стана — в селе Семёновское.
В 1929 году Архангельская губерния и все её уезды были упразднены. Бо́льшая часть территории Шенкурского уезда отошла к Няндомскому округу Северного края. Кургоминская и Устьважская волости и Кицкий сельсовет Шеговарской волости вошли в состав Архангельского округа. Всего на месте Шенкурского уезда было образовано 4 района: Березницкий район (Виноградовский) и Емецкий район в Архангельском округе; Ровдинский район и Шенкурский район в Няндомском округе.
По аграрной реформе Столыпина (начиная с 1906 года) в Шенкурском уезде выделились из общин только 293 домохозяина из 16200 хозяйств — менее 2 % от общего числа.

## Административное деление
В начале XIX века в Шенкурском уезде из 46 удельных волостей были образованы шесть удельных приказов: Благовещенский, Великониколаевский, Кургоминский, Предтеченский, Усть-Важский и Усть-Паденьгский, включённые в Архангельское удельное имение. В шести удельных приказах находилось 1018 селений, в которых было 6511 дворов, а ещё в 276 селениях уезда с 752 дворами проживали государственные крестьяне. В 1863 году удельные приказы были упразднены, а уезд снова стал делиться на волости.
В 1913 году в состав уезда входило 18 волостей:
- Благовещенская — д. Игнатьевская.
- Великониколаевская — д. Ивановская.
- Верхопаденгская — д. Лосевская.
- Верхосуландская — д. Каменная.
- Власьевская — д. Власьевская.
- Кицко-Воскресенская — с. Горличевское.
- Кургоминская — с. Яковлевское.
- Липовская — д. Малая Липовка.
- Предтеченская — с. Шеговары.
- Ровдинская — с. Пикинское.
- Ростовская — д. Игнатьевская.
- Смотроковская — д. Олешевская.
- Тарнянская — д. Рыбогорская.
- Усть-Важская — с. Семёновское.
- Усть-Паденгская — д. Усть-Паденьга.
- Усть-Сюмская — д. Усть-Сюм.
- Шахановская — д. Шахановская.
- Ямскогорская — д. Пигнеевская.

Постановлением ВЦИК «Об административном делении Архангельской губернии» от 9 июня 1924 года Борецкая и Топецкая волости вошли в состав Кургоминской волости, а Кицкая волость — в состав Шеговарской волости.
По данным на 1 января 1926 года уезд делился на 13 волостей, которые в свою очередь делились на 62 сельсовета (с/с):
- Благовещенская волость. Центр — село Благовещенское. 3 с/с
- Великониколаевская волость. Центр — деревня Сидельниковская. 5 с/с
- Верхопаденская волость. Центр — село Ивановское. 5 с/с
- Власьевская волость. Центр — село Моржегоры. 5 с/с
- Кургоминская волость. Центр — деревня Большая Зиновьевская. 6 с/с
- Пуйская волость. Центр — село Долматово. 2 с/с
- Ровдинская волость. Центр — село Пикинское. 5 с/с
- Ростовская волость. Центр — село Ростовское. 4 с/с
- Средне-Важская волость. Центр — город Шенкурск. 8 с/с
- Усть-Важская волость. Центр — село Семёновское. 6 с/с
- Устьпаденгская волость. Центр — село Усть-Паденьга. 3 с/с
- Шеговарская волость. Центр — село Шеговары. 7 с/с
- Ямскогорско-Верхоледская волость. Центр — деревня Токмишевская. 5 с/с

4 октября 1926 года вышло постановление ВЦИК об укрупнении волостей. В Шенкурском уезде осталось 6 волостей:
- Кургоминская волость
- Паденьгская волость
- Пуйская волость
- Средневажская волость
- Усть-Важская волость
- Шеговарская волость

## Демография
В 1848 году в Шенкурском уезде проживали 57192 души крестьян обоего пола, в том числе 27156 мужского и 30036 женского, большинство из них были удельными, бывшими дворцовыми. По данным переписи 1897 года в уезде проживало 76,8 тыс. чел. В том числе русские — 99,6 %. В городе Шенкурске проживало 1492 человек. К 1917 году население уезда увеличилось до 101951 человека. По переписи населения 1926 года в 6 укрупнённых волостях Шенкурского уезда (уменьшившегося к тому времени по площади до 22544 км²) проживало 98,976 тыс. человек (45296 муж. и 53680 жен.), в том числе в Шенкурске — 2,5 тыс. чел. На 1 января 1928 года в Шенкурском уезде на площади в 22,5 тыс. км², в 1134 населённых пунктах было 100,5 тыс. человек, в том числе в Кургоминской волости — 17,1 тыс. чел., в Паденьгской волости — 13,9 тыс. чел., в Пуйской волости — 18,8 тыс. чел., в Средневажской волости — 13,8 тыс. чел., в Устьважской волости — 13,8 тыс. чел., в Шеговарской волости — 16,9 тыс. человек.

## Населённые пункты
Крупнейшие населённые пункты по переписи населения 1897 года, жит.:
- г. Шенкурск — 1492;
- с. Усть-Важское — 532;